# Bikinia aciculifera
Bikinia aciculifera är en ärtväxtart som beskrevs av Jan Johannes Wieringa. Bikinia aciculifera ingår i släktet Bikinia och familjen ärtväxter. Inga underarter finns listade i Catalogue of Life.